# Roberta Gemma
Roberta Gemma (Marino, Italia; 15 de diciembre de 1980) es una actriz pornográfica, bailarina exótica y modelo erótica italiana.

## Biografía
Roberta, cuyo nombre de nacimiento es Floriana Panella, nació en diciembre de 1980 en la ciudad de Marino, en la región central del Lazio. Comenzó como empleada de limpieza en una empresa de Roma. En 2003 envió unas fotografías artísticas a un portal web especializado cuyo premio era entrar en el calendario de la revista mensual Max. Sus imágenes tuvieron bastante éxito, y pronto comenzó a actuar en diversos espectáculos de estriptis, primero en clubes de Roma y después en otros puntos de Italia.
Debutó en el mundo de la pornografía en 2005 gracias a la productora CentoxCento, para la que protagonizó dos de sus primeras películas: Vengooo... y Lesbo Italia. Cogió especial relevancia internacional en 2006 cuando protagonizó Order, de Francesco Fanelli, con la que ganó en los Eroticline Awards el premio a la Mejor estrella revelación internacional. Fue en esta época cuando empezó a usar el seudónmimo Roberta Missoni, que tuvo que retirar después de una denuncia de una firma de alta costura italiana, momento en que lo cambió por su nombre profesional Roberta Gemma.
Ganó diversos premios Eroticline Awards a lo largo de los siguientes años, participó en diversos shows eróticos, programas de televisión, videoclips y en festivales como modelo erótica tanto en Italia como en países europeos y en Estados Unidos.
Algunas películas de su filmografía son Glamour Dolls 4, Miami MILFs 6, MILFS Like It Black 2, Night of the Living Whores, Simply Roberta o Submissive - Tale of A Secretary.
Se retiró profesionalmente en 2021, habiendo trabajado en más de 60 películas.

## Premios y nominaciones
| Año  | Ceremonia         | Resultado | Premio                                  | Trabajo |
| ---- | ----------------- | --------- | --------------------------------------- | ------- |
| 2006 | Eroticline Awards | Ganadora  | Mejor estrella revelación internacional | Order   |
| 2007 | Eroticline Awards | Ganadora  | Mejor actriz (Premio del jurado)        | —       |
| 2008 | Eroticline Awards | Ganadora  | Mejor Cross Over internacional          | —       |
| 2010 | Eroticline Awards | Ganadora  | Mejor actriz                            | —       |
| 2011 | Eroticline Awards | Ganadora  | Mejor estrella internacional            | —       |
| 2012 | Eroticline Awards | Ganadora  | Mejor Cross Over internacional          | —       |